# Die Bibel (Miniserie)
Die Bibel (Originaltitel: The Bible) ist eine zehnteilige US-amerikanische Miniserie des US-Sender History. Sie wurde von Roma Downey und Mark Burnett entwickelt und rekonstruiert die wichtigsten Episoden der Bibel, beginnend bei der Genesis bis hin zur Apostelgeschichte. Die Erstausstrahlung in den USA fand vom 3. März bis zum 31. März 2013 jeweils in Doppelfolgen statt. In Deutschland wurde die Serie ab dem 17. April 2014 auf VOX ausgestrahlt.
Als Nachfolger gilt die Serie A.D.: The Bible Continues.
In den USA war die Serie ein großer Erfolg für den Sender History; allein die erste Episode sahen 13 Millionen Zuschauer. Addiert man die Zuschauer von Wiederholungen der Serie, erreichte Die Bibel bislang 100 Millionen Menschen weltweit. Teile der Miniserie sowie unausgestrahlte Szenen wurden für einen Kinofilm über das Leben Jesu mit dem Titel Son of God wiederverwendet. NBC orderte 2014 eine Fortsetzung der Serie, welche seit 5. April 2015 unter dem Titel A.D.: The Bible Continues ausgestrahlt wird. Diese Serie setzt jedoch komplett auf neue Darsteller.

## Handlung
Neben beliebten biblischen Motiven wie die Geschichte von Abraham, Mose und Jesus Christus werden auch Geschichten der Bibel filmisch rekonstruiert, die von der Filmindustrie bislang weniger oder überhaupt noch gar nicht beachtet wurden, darunter Josua und der Fall Jerichos oder die Geschichte des Propheten Daniel.
Andererseits fehlen wichtige biblische Geschichten gänzlich, wie jene des Stammvaters Jakob (er gab dem Volk Israel seinen Namen) oder auch jene von Salomo, der den Jerusalemer Tempel errichten ließ.

## Besetzung
Im Vergleich zu anderen Bibelfilmen und -serien verzichteten die Produzenten der Bibel auf namhafte Schauspieler. Zu den Bekanntesten zählen noch eher Paul Freeman in der Rolle des Propheten Samuel oder Roma Downey selbst in der Rolle von Maria. Auffällig ist auch, dass die Casting-Abteilung auch Innovationen im Bereich Bibelfilm zulässt. So verkörpert mit Liang Yang ein asiatischer Schauspieler in der Episode Am Anfang einen Engel. Erstmals in der Bibelfilmgeschichte verkörpert in der Episode Das Gelobte Land ein schwarzer Schauspieler – Nonso Anozie – den biblischen Richter Samson.

### Kontroverse
Für Kontroversen sorgte in Episode Hoffnung die Darstellung Satans durch den marokkanischen Schauspieler Mohamen Mehdi Ouazanni. Der konservative US-amerikanische Fernsehprediger Glenn Beck meinte eine Ähnlichkeit Ouazzanis mit US-Präsident Barack Obama ausgemacht zu haben. Daraufhin nahmen die Produzenten Downey und Burnett Stellung: This is utter nonsense. The actor who played Satan, Mehdi Ouazanni, is a highly acclaimed Moroccan actor. He has previously played parts in several Biblical epics – including Satanic characters long before Barack Obama was elected as our President. (Deutsch: Das ist barer Unsinn. Der Schauspieler, welcher Satan gespielt hat, Mehdi Ouazanni, ist ein höchst gefeierter marokkanischer Darsteller. Er hat bereits zuvor Rollen in mehreren Bibelepen gespielt, darunter satanische Figuren, lange bevor Barack Obama zu unserem Präsidenten gewählt wurde.)

### Einzelne Episoden
| Rolle     | Darsteller       | Synchronsprecher   |
| --------- | ---------------- | ------------------ |
| Erzähler  | Keith David      | Reinhard Kuhnert   |
| Adam      | Paul Knops       | stumm              |
| Eva       | Darcie Lincoln   | stumm              |
| Noah      | David Rintoul    | Uli Krohm          |
| Abraham   | Gary Oliver      | Erich Räuker       |
| Sara      | Josephine Butler | Silke Matthias     |
| Lot       | Antonio Magro    | Karlo Hackenberger |
| Lots Frau | Rachel Edwards   | Cathlen Gawlich    |
| Hagar     | Soraya Radford   | stumm              |
| Engel # 1 | Lonyo Engele     | Stephan Hoffmann   |
| Engel # 2 | Liang Yang       | Matti Klemm        |
| Isaak     | Hugo Rossi       | Nicolas Rathod     |

| Rolle                  | Darsteller        | Synchronsprecher   |
| ---------------------- | ----------------- | ------------------ |
| Erzähler               | Keith David       | Reinhard Kuhnert   |
| Moses als junger Mann  | Joe Forte         | Thaddäus Meilinger |
| Batia                  | Shivani Ghai      | Gundi Eberhard     |
| Josua als junger Mann  | Sean Knopp        | Viktor Neumann     |
| Ramses als junger Mann | Sean Teale        | Jeffrey Wipprecht  |
| Pharao                 | Aharon Ipalé      | Peter Groeger      |
| Moses                  | William Houston   | Wolfgang Condrus   |
| Ramses                 | Stewart Scudamore | Ingo Albrecht      |
| Ira                    | Ken Bones         | Dieter B. Gerlach  |
| Aaron                  | Louis Hilyer      | Dieter Memel       |
| Miriam                 | Joanna Foster     | Sabine Arnhold     |

| Rolle                  | Darsteller             | Synchronsprecher      |
| ---------------------- | ---------------------- | --------------------- |
| Erzähler               | Keith David            | Reinhard Kuhnert      |
| Josua                  | Andrew Scarborough     | Bodo Wolf             |
| Nachschon              | Jalaal Hartley         | Timmo Niesner         |
| Rahab                  | Stephanie Leonidas     | Maria Koschny         |
| Kommandant von Jericho | Dominic Grant          |                       |
| Engel # 1              | Terence Maynard        | Tobias Kluckert       |
| Samson                 | Nonso Anozie           | Tilo Schmitz          |
| Samsons Mutter         | Sharon Duncan-Brewster | Ulrike Möckel         |
| Engel # 2              | Julian Lewis Jones     | Stephan Hoffmann      |
| Ekosch                 | Fintan McKeown         | Johannes Berenz       |
| Phikol                 | Khalid Ben Chegra      | Roman Kretschmer      |
| Elan                   | Robert Gwilym          | F.G.M. Stegers        |
| Delila                 | Kierston Wareing       | Debora Weigert        |
| Samuel                 | Paul Freeman           | Friedrich G. Beckhaus |
| Pinkas                 | Peter De Jersey        | Olaf Reichmann        |
| Saul                   | Francis Magee          | Udo Schenk            |

| Rolle                   | Darsteller        | Synchronsprecher      |
| ----------------------- | ----------------- | --------------------- |
| Erzähler                | Keith David       | Reinhard Kuhnert      |
| Saul                    | Francis Magee     | Udo Schenk            |
| Jonatan als junger Mann | Laurie Calvert    | Konrad Bösherz        |
| Samuel                  | Paul Freeman      | Friedrich G. Beckhaus |
| David als junger Mann   | Jassa Ahluwalia   | Wanja Gerick          |
| Goliath                 | Conan Stevens     | Marlin Wick           |
| David                   | Langley Kirkwood  | Torben Liebrecht      |
| Jonatan                 | Cristian Solimeno | Sascha Rotermund      |
| Michal                  | Hara Yannas       | Franca Orlia          |
| Urija                   | Dhaffer L’Abidine | Frank Schaff          |
| Batseba                 | Melia Kreiling    | Anja Mentzendorff     |
| Natan                   | Clive Wood        | Erich Ludwig          |

| Rolle        | Darsteller        | Synchronsprecher |
| ------------ | ----------------- | ---------------- |
| Erzähler     | Keith David       | Reinhard Kuhnert |
| Nebukadnezar | Peter Guinness    | Lutz Riedel      |
| Jeremia      | Raad Rawi         | Peter Reinhardt  |
| Zedekia      | Samuel Collings   | Peter Flechtner  |
| Jarib        | Seymour Matthews  | Freimut Götsch   |
| Daniel       | Jake Canuso       | Marcus Off       |
| Azaria       | Christopher Simon | Christian Gaul   |
| Zyrus        | Gerald Kyd        | Markus Pfeiffer  |
| Bascha       | Jake Maskall      | Martin Kautz     |

| Rolle                | Darsteller             | Synchronsprecher  |
| -------------------- | ---------------------- | ----------------- |
| Erzähler             | Keith David            | Reinhard Kuhnert  |
| Herodes der Große    | Sam Douglas            | Jörg Hengstler    |
| Joseph               | Joe Coen               | Simon Derksen     |
| Maria als junge Frau | Leila Mimmack          | Manja Doering     |
| Gabriel              | Eddie Elks             | Christoph Banken  |
| Balthasar            | Patrice Naiambana      | Axel Lutter       |
| Eleasar              | David Freedman         | Hasso Zorn        |
| Herodes Antipas      | Rick Bacon             | Uwe Büschken      |
| Pontius Pilatus      | Greg Hicks             | Oliver Siebeck    |
| Johannes der Täufer  | Daniel Percival        | Nicolas Böll      |
| Jesus                | Diogo Morgado          | Alexander Doering |
| Satan                | Mohamen Mehdi Ouazzani | Thomas Petruo     |
| Simon Petrus         | Darwin Shaw            | Peter Lontzek     |

| Rolle               | Darsteller       | Synchronsprecher     |
| ------------------- | ---------------- | -------------------- |
| Erzähler            | Keith David      | Reinhard Kuhnert     |
| Jesus               | Diogo Morgado    | Alexander Doering    |
| Simon der Pharisäer | Paul Marc Davies | Matthias Deutelmoser |
| Simon Petrus        | Darwin Shaw      | Peter Lontzek        |
| Johannes            | Sebastian Knapp  | Nico Mamone          |
| Claudia Procula     | Louise Delamere  | Christin Marquitan   |
| Pontius Pilatus     | Greg Hicks       | Oliver Siebeck       |
| Antonius            | Andrew Brooke    | Tom Vogt             |
| Barabbas            | Fraser Ayres     | Dennis Schmidt-Foß   |
| Thomas              | Matthew Gravelle | Gerrit Hamann        |
| Judas               | Joe Wredden      | Jaron Löwenberg      |
| Maria Magdalena     | Amber Rose Revah | Britta Steffenhagen  |
| Kaiphas             | Adrian Schiller  | Oliver Stritzel      |
| Maria               | Roma Downey      | Bettina Weiß         |
| Malchus             | Paul Brightwell  | Thomas Nero Wolff    |

| Rolle           | Darsteller       | Synchronsprecher    |
| --------------- | ---------------- | ------------------- |
| Erzähler        | Keith David      | Reinhard Kuhnert    |
| Jesus           | Diogo Morgado    | Alexander Doering   |
| Kaiphas         | Adrian Schiller  | Oliver Stritzel     |
| Malchus         | Paul Brightwell  | Thomas Nero Wolff   |
| Barabbas        | Fraser Ayres     | Dennis Schmidt-Foß  |
| Johannes        | Sebastian Knapp  | Nico Mamone         |
| Simon Petrus    | Darwin Shaw      | Peter Lontzek       |
| Judas           | Joe Wredden      | Jaron Löwenberg     |
| Nikodemus       | Simon Kunz       | Joachim Tennstedt   |
| Antonius        | Andrew Brooke    | Tom Vogt            |
| Pontius Pilatus | Greg Hicks       | Oliver Siebeck      |
| Claudia Procula | Louise Delamere  | Christin Marquitan  |
| Maria           | Roma Downey      | Bettina Weiß        |
| Thomas          | Matthew Gravelle | Gerrit Hamann       |
| Maria Magdalena | Amber Rose Revah | Britta Steffenhagen |

| Rolle           | Darsteller             | Synchronsprecher    |
| --------------- | ---------------------- | ------------------- |
| Erzähler        | Keith David            | Reinhard Kuhnert    |
| Kaiphas         | Adrian Schiller        | Oliver Stritzel     |
| Malchus         | Paul Brightwell        | Thomas Nero Wolff   |
| Judas           | Joe Wredden            | Jaron Löwenberg     |
| Satan           | Mohamen Mehdi Ouazzani | Thomas Petruo       |
| Pontius Pilatus | Greg Hicks             | Oliver Siebeck      |
| Claudia Procula | Louise Delamere        | Christin Marquitan  |
| Antonius        | Andrew Brooke          | Tom Vogt            |
| Johannes        | Sebastian Knapp        | Nico Mamone         |
| Maria           | Roma Downey            | Bettina Weiß        |
| Nikodemus       | Simon Kunz             | Joachim Tennstedt   |
| Maria Magdalena | Amber Rose Revah       | Britta Steffenhagen |
| Jesus           | Diogo Morgado          | Alexander Doering   |
| Simon Petrus    | Darwin Shaw            | Peter Lontzek       |

| Rolle           | Darsteller       | Synchronsprecher    |
| --------------- | ---------------- | ------------------- |
| Erzähler        | Keith David      | Reinhard Kuhnert    |
| Maria Magdalena | Amber Rose Revah | Britta Steffenhagen |
| Thomas          | Matthew Gravelle | Gerrit Hamann       |
| Johannes        | Sebastian Knapp  | Nico Mamone         |
| Simon Petrus    | Darwin Shaw      | Peter Lontzek       |
| Jesus           | Diogo Morgado    | Alexander Doering   |
| Kaiphas         | Adrian Schiller  | Oliver Stritzel     |
| Malchus         | Paul Brightwell  | Thomas Nero Wolff   |
| Stephanus       | Michael Legge    | Julius Jellinek     |
| Paulus          | Con O’Neill      | Charles Rettinghaus |
| Hananias        | Nicholas Moss    | Michael Deffert     |
| Lukas           | Ben Aldridge     | Julien Haggége      |
| Cornelius       | Michael Nardone  | Dirk Bublies        |

## Episodenliste
| Nr. | Deutscher Titel      | Originaltitel    | Erstausstrahlung USA | Deutschsprachige Erstausstrahlung (D) | Regie               | Drehbuch                                                                              |
| --- | -------------------- | ---------------- | -------------------- | ------------------------------------- | ------------------- | ------------------------------------------------------------------------------------- |
| 1   | Am Anfang            | In the Beginning | 3. März 2013         | 17. Apr. 2014                         | Crispin Reece       | Richard Bedser, Alexander Marengo, Colin Swash & Nic Young                            |
| 2   | Exodus               | Exodus           | 3. März 2013         | 17. Apr. 2014                         | Crispin Reece       | Richard Bedser & Alexander Marengo                                                    |
| 3   | Das Gelobte Land     | Homeland         | 10. März 2013        | 17. Apr. 2014                         | Crispin Reece       | Richard Bedser, Adam Rosenthal & Nic Young                                            |
| 4   | Könige und Propheten | Kingdom          | 10. März 2013        | 18. Apr. 2014                         | Crispin Reece       | Richard Bedser, Colin Swash & Nic Young                                               |
| 5   | Babylon              | Survival         | 17. März 2013        | 18. Apr. 2014                         | Crispin Reece       | Richard Bedser & Nic Young                                                            |
| 6   | Hoffnung             | Hope             | 17. März 2013        | 18. Apr. 2014                         | Crispin Reece       | Richard Bedser & Nic Young                                                            |
| 7   | Der Weg              | Mission          | 24. März 2013        | 19. Apr. 2014                         | Christopher Spencer | Richard Bedser, Christopher Spencer & Nic Young                                       |
| 8   | Der Verrat           | Betrayal         | 24. März 2013        | 19. Apr. 2014                         | Christopher Spencer | Richard Bedser, Christopher Spencer Colin Swash & Nic Young                           |
| 9   | Die Passion          | Passion          | 31. März 2013        | 19. Apr. 2014                         | Christopher Spencer | Richard Bedser, Christopher Spencer, Abraham Christen Liando, Colin Swash & Nic Young |
| 10  | Frohe Botschaft      | Courage          | 31. März 2013        | 19. Apr. 2014                         | Tony Mitchell       | Richard Bedser, Christopher Spencer & Nic Young                                       |

## DVD- und Blu-ray-Veröffentlichung
Im deutschsprachigen Raum wurde die Serie am 17. Oktober 2014 auf DVD und Blu-ray veröffentlicht.

## Nachwirkungen

### Fortsetzung
NBC orderte 2014 eine Fortsetzung der Serie, welche seit 5. April 2015 unter dem Titel A.D.: Beyond the Bible ausgestrahlt wird. Diese Serie setzt jedoch komplett auf neue Darsteller.

### Kinofilm
Aufgrund des Erfolgs der Serie entschlossen sich Burnett und Downey, das Leben Jesu auch auf die Kinoleinwand zu bringen. Dabei wurden Szenen, die in der Serie nicht zu sehen waren, neu hinzugefügt und die Erzählstruktur leicht verändert, um so einen über zwei Stunden langen Film zu gewährleisten. Der Film mit dem Titel Son of God startete am 28. Februar 2014 in den US-amerikanischen Kinos.